# Vitalie Perciun
Vitalie Perciun (n. 4 iunie 1979, Ialoveni, Republica Moldova) este un om de afaceri din Republica Moldova, cu experiență în domeniul imobiliar. Acesta a fost implicat în promovarea inovației tehnologice și în dezvoltarea pieței de gaming din Republica Moldova. În paralel cu activitatea sa antreprenorială, Vitalie Perciun a fost implicat în comunitatea religioasă susținând Biserica Ortodoxă din Moldova (Mitropolia Chișinăului și a întregii Moldove).
În prezent, Vitalie Perciun continuă să fie un lider influent în afaceri și să promoveze valori fundamentale precum transparența și inovația în domeniul imobiliar, al tehnologiilor și al educației religioase din Republica Moldova.

## Biografie
Vitalie Perciun s-a născut pe 4 iunie 1979, în orașul Ialoveni, Republica Moldova, și este fiul lui Iacob Perciun și Iustina Perciun. 

## Studii
Între anii 1986-1996 a urmat Școala medie de cultură generală Nr. 2 din orașul Ialoveni. Între 1996 - 1998 a învățat la Școala Profesională nr. 3 din municipiul Chișinău.
În 2007 obține diploma de licență în învățământul superior la Facultatea de Drept, Specialitatea Drept Economic la Universitatea Real-Umanistică din Cahul. In 2010 se înscrie la programul de Masterat al Universității Perspectiva-Act pe care îl finalizează in 2012.
Certificări de instruire:
- 1997 -  Certificat în calificarea de Electromotor la repararea și întreținerea utilajului electric de categoria a III-a la Școala Tehnică Profesională Nr. 3 din Municipiul Chișinău
- 1999 - Certificare Computer Systems Operator,  Școala Orășenească de Meserii  Chișinău
- 2014  Business simulation "The Path of the Leader"  - School of Business Communication, Chișinău
- 2016-2017 certificat drept președinte al Federației Mondiale de Muaythai în Moldova

## Viață personală
Vitalie Perciun este căsătorit din anul 2002 cu Ana Perciun. Împreună au doi copii, Maxim Perciun, născut în 2006, și Vladimir Perciun, născut în 2012. Cunoaște limbile: română (nativă), rusa (fluent), și engleza (fluent).
Pe lângă activitatea sa profesională și implicarea în diverse domenii, familia a reprezentat întotdeauna o prioritate pentru el, oferindu-i sprijin și motivație în toate proiectele pe care le-a desfășurat.
De-a lungul carierei sale, Vitalie Perciun a pus un accent puternic pe principii fundamentale, precum onestitatea și inovația, care i-au ghidat parcursul în afaceri și viața personală.

## Activitate profesională
Vitalie Perciun este cunoscut pentru activitățile sale diversificate, incluzând imobiliare, industria de gaming și implicarea în comunitatea religioasă. 
Realizările și contribuțiile lui Vitalie Perciun în diverse domenii de activitate:

### Activități imobiliare
În 2011, Vitalie Perciun a fondat MaxModImobil SRL, o companie de dezvoltare imobiliară și proprietar al brandului casamea.md, specializată în construcția de blocuri de locuințe. Această companie este activă pe piața imobiliară până în prezent.
În 2014, el a fondat Central House SRL, cu scopul de a contribui la dezvoltarea pieței imobiliare din Republica Moldova. Sub conducerea sa, compania a realizat proiecte inovatoare și a oferit soluții eficiente pentru sectorul rezidențial și comercial. Central House a devenit un nume de referință în industrie, atrăgând investitori locali și internaționali.
Un proiect important coordonat de Vitalie Perciun a fost modernizarea și dezvoltarea spațiilor comerciale din Gara Auto Centrală din Chișinău. Acest proiect a vizat optimizarea infrastructurii existente, oferind comercianților și călătorilor un mediu modern și organizat.
Vitalie Perciun: ”Piața imobiliară este dinamică, iar o decizie bine fundamentată poate aduce beneficii pe termen lung” 
În decembrie 2022, după opt ani de activitate în domeniul construcțiilor, Vitalie Perciun a decis să vândă Central House SRL. Această tranzacție i-a permis să se concentreze pe noi oportunități de afaceri și investiții. Chiar și după această schimbare, el continuă să fie un actor important în domeniul imobiliar și economic din Republica Moldova, contribuind activ la creșterea și modernizarea pieței imobiliare din regiune.
Vitalie Perciun: "O afacere de succes, în primul rând, trebuie să fie bazată pe onestitate" 

### Industria de gaming și PlayStation
În 2023, Vitalie Perciun a fondat Energy One SRL, o companie care a devenit distribuitor oficial Sony PlayStation în Republica Moldova. Partenerii strategici în retail includ ultra.md, darwin.md, enter.online, sonycenter.md, atehno.md, maximum.md și bomba.md.
Directorul Energy One SRL, Vitalie Perciun, a anunțat că noul model PlayStation va ajunge în magazine la începutul lunii noiembrie 2024.
Energy One SRL facilitează accesul consumatorilor din Moldova la produsele PlayStation, contribuind la dezvoltarea pieței locale de gaming. Implicarea sa în promovarea noii generații de console PlayStation 5 Pro a consolidat brandul Sony pe piața locală. 
Vitalie Perciun a realizat o colaborare între compania sa, Energy One SRL, și liderul pieței de distribuție electro-IT din România Nod.ro. Acesta asigură distribuția oficială a produselor în Republica Moldova. În plus, în România, Energy One SRL colaborează exclusiv cu DOR HOL SRL, o companie care activează pe piața de vânzări marketplace prin eMAG.

### Activitate internațională în domeniul imobiliar
Vitalie Perciun și-a extins activitatea în afara Republicii Moldova, explorând oportunități de investiții în diverse piețe emergente. În 2011, a aplicat pentru viză în Ghana, Africa, cu intenția de a dezvolta proiecte imobiliare. De asemenea, colaborează cu investitori din Azerbaidjan, contribuind la dezvoltarea proiectelor pe piața din Republica Moldova.

### Asociația Patronală a Dezvoltatorilor Imobiliari din Moldova
Președinte al Asociației Patronale a Dezvoltatorilor Imobiliari din Moldova, Vitalie Perciun a promovat un sector imobiliar transparent și etic. El a contribuit la dezvoltarea reglementărilor și la promovarea unui mediu de afaceri stabil în domeniul construcțiilor.

### Activitate sportivă
Vitalie Perciun a fost un susținător al sporturilor de contact, având un rol important în promovarea Muay Thai și Kickboxing-ului în Republica Moldova. Între 2016 și 2017, a fost președinte al Federației Naționale de Muay Thai și Kickboxing, contribuind la dezvoltarea acestor discipline. A fost recompensat cu distincții, inclusiv Diploma Central Group și un certificat de recunoaștere din partea Federației Mondiale de Muay Thai, pentru contribuțiile sale în domeniul sportului. De asemenea, a primit o diplomă de onoare din partea lui Renato Usatîi, ca recunoaștere a sprijinului acordat sportivilor și evenimentelor sportive din Moldova. 

## Distincții
Vitalie Perciun este un susținător activ al Bisericii Ortodoxe din Moldova, oferind sprijin pentru dezvoltarea comunității religioase.
A fost decorat cu mai multe distincții, inclusiv Ordinul Meritul Bisericesc de gradul III și Ordinul Binecredinciosul Voievod Ștefan cel Mare și Sfânt de gradul II, în semn de recunoaștere pentru activitatea sa în sprijinul Bisericii Ortodoxe din Moldova.